# Halterofilia en los Juegos Olímpicos de Londres 2012 – Más de 105 kg masculino
El evento de más de 105 kg masculino de halterofilia en los Juegos Olímpicos de Londres 2012 tuvo lugar el 7 de agosto en el Centro de Exposiciones ExCeL.

## Horario
Todos los horarios están en Tiempo Británico (UTC+1)
| Fecha               | Tiempo | Ronda   |
| ------------------- | ------ | ------- |
| 7 de agosto de 2012 | 15:30  | Grupo B |
| 7 de agosto de 2012 | 19:00  | Grupo A |

## Resultados
| Rank              | Atleta                     | Grupo | Peso corporal | Arrebato (kg) | Arrebato (kg) | Arrebato (kg) | Arrebato (kg) | Tirón (kg) | Tirón (kg) | Tirón (kg) | Tirón (kg) | Total |
| Rank              | Atleta                     | Grupo | Peso corporal | 1             | 2             | 3             | Resultado     | 1          | 2          | 3          | Resultado  | Total |
| ----------------- | -------------------------- | ----- | ------------- | ------------- | ------------- | ------------- | ------------- | ---------- | ---------- | ---------- | ---------- | ----- |
| Medalla de oro    | Behdad Salimi (IRI)        | A     | 168.19        | 201           | 205           | 208           | 208           | 247        | 264        | —          | 247        | 455   |
| Medalla de plata  | Sajjad Anoushiravani (IRI) | A     | 152.46        | 198           | 204           | 204           | 204           | 237        | 245        | 251        | 245        | 449   |
| Medalla de bronce | Ruslan Albegov (RUS)       | A     | 147.15        | 198           | 204           | 208           | 208           | 240        | 245        | 247        | 240        | 448   |
| 4                 | Jeon Sang-Guen (KOR)       | A     | 157.53        | 190           | 200           | 200           | 190           | 246        | 246        | 259        | 246        | 436   |
| 5                 | Irakli Turmanidze (GEO)    | A     | 126.23        | 192           | 198           | 201           | 201           | 225        | 232        | 232        | 232        | 433   |
| 6                 | Ihor Shymechko (UKR)       | A     | 137.38        | 197           | 197           | 200           | 197           | 225        | 232        | 237        | 232        | 429   |
| 7                 | Jiří Orság (CZE)           | A     | 128.15        | 182           | 187           | 190           | 187           | 231        | 239        | 242        | 239        | 426   |
| 8                 | Almir Velagić (GER)        | A     | 141.41        | 186           | 190           | 192           | 192           | 229        | 234        | 238        | 234        | 426   |
| 9                 | Yauheni Zharnasek (BLR)    | B     | 147.37        | 188           | 193           | 196           | 196           | 219        | 225        | 230        | 230        | 426   |
| 10                | Chen Shih-chieh (TPE)      | B     | 141.14        | 177           | 182           | 185           | 182           | 230        | 236        | 240        | 236        | 418   |
| 11                | Péter Nagy (HUN)           | B     | 155.55        | 184           | 191           | 196           | 191           | 216        | 225        | 230        | 225        | 416   |
| 12                | Fernando Reis (BRA)        | B     | 140.49        | 178           | 180           | 186           | 180           | 220        | 225        | —          | 220        | 400   |
| 13                | Kazuomi Ota (JPN)          | B     | 146.51        | 180           | 184           | 185           | 185           | 215        | 215        | 222        | 215        | 400   |
| 14                | Itte Detenamo (NRU)        | B     | 151.32        | 165           | 170           | 175           | 175           | 205        | 215        | 215        | 215        | 390   |
| 15                | Christian López (GUA)      | B     | 139.15        | 172           | 177           | 177           | 172           | 209        | 209        | 215        | 215        | 387   |
| 16                | Damon Kelly (AUS)          | B     | 150.83        | 155           | 160           | 165           | 165           | 192        | 201        | 216        | 216        | 381   |
| 17                | Frederic Fokejou (CMR)     | B     | 132.74        | 150           | 155           | 160           | 160           | 190        | 200        | 202        | 202        | 362   |
| 18                | Carl Henriquez (ARU)       | B     | 150.38        | 115           | 122           | 127           | 122           | 160        | 160        | 171        | 160        | 282   |
| —                 | Matthias Steiner (GER)     | A     | 149.98        | 192           | 196           | 197           | 192           | —          | —          | —          | —          | —     |